# Citrat sintasa
Citrat sintasa, en anglès: citrate synthase, (E.C. 2.3.3.1 [anteriorment 4.1.3.7]) és un enzim que existeix en pràcticament totes les cèl·lules vives i es comporta com un enzim pacificador en la primera etapa del cicle de Krebs (també dit cicle de l'àcid cítric). La citrat sintasa es localitza en els organismes eucariotes en la matriu dels mitocondris, però es codifica per ADN nuclear en lloc del mitocondrial. Es sintetitza usant ribosomes citoplasmàtics.

acetyl-CoA
àcid oxaloacètic
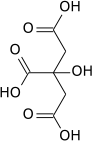
Àcid cítric

acetyl-CoA + oxaloacetat + H₂O → citrat + CoA-SH

## Mecanisme
La citrat sintasa té tres aminoàcids clau en el seu lloc actiu els quals catalitzen la conversió d'acetyl-CoA (H₃CCO-SCoA) i oxaloacetat (COO-CH₂COCOO-) a citrat (COO-CH₂COHCOOCH₂COO-) i H-SCoA en una reacció de condensació aldol

## Inhibició
Aquest enzim és inhibit per altes relacions d'ATP:ADP, acetyl-CoA:CoA, i NADH:NAD.